# Pycnopsyche gentilis
Pycnopsyche gentilis là một loài Trichoptera trong họ Limnephilidae. Chúng phân bố ở miền Tân bắc.